# VdBH 28
vdBH 28 è una nebulosa a riflessione visibile nella costellazione delle Vele.
Si individua nella parte nordoccidentale della costellazione, circa 2,5° ad SSW rispetto alla stella λ Velorum (Suhail); la stella che la illumina è di magnitudine 11,25 e si può individuare con un telescopio amatoriale di media potenza. La debole nebulosità invece si rivela nelle foto astronomiche particolarmente sensibili. Il periodo più indicato per la sua osservazione nel cielo serale ricade fra dicembre e aprile; è osservabile tuttavia principalmente dalle regioni australi ed equatoriali.
Si tratta di una tenue nube di gas illuminata da una delle stelle appartenenti all'associazione Vela R2, un'associazione OB frammista a polveri interstellari situata a circa 700 parsec (2300 anni luce) e legata alle nubi C e D del Vela Molecular Ridge, un grande complesso nebuloso molecolare. Questa stella è catalogata anche come CD-42 4834 ed è una stella azzurra di classe spettrale B5V con forti linee di emissione (una stella Be); la sua magnitudine è pari a 11,25, sebbene presenti delle leggere variazioni dell'ordine di 0,2 magnitudini. Questa variabilità fa sì che la stella sia identificata anche con una sigla da stella variabile, V392 Velorum.